# Patrick Olsen
Patrick Olsen (ur. 23 kwietnia 1994 w Tårnby) – duński piłkarz występujący na pozycji pomocnika, od 2025 roku zawodnik AC Horsens.

## Życiorys
Wychowanek Brøndby IF. Występował w młodzieżowych reprezentacjach Danii, w 2011 roku dotarł z reprezentacją Danii do półfinału mistrzostw Europy U-17. Na początku 2012 roku został promowany do pierwszego zespołu Brøndby. W Superligaen zadebiutował 6 maja 2012 roku w przegranym 0:1 spotkaniu z Aalborg BK. Po zakończeniu sezonu został za 260 tysięcy euro pozyskany przez Inter Mediolan. W sezonie 2012/2013 rozegrał 22 mecze w rozgrywkach Primavery. W 2013 roku został promowany do pierwszego zespołu Interu. Jedynym rozegranym przez niego spotkaniem w tej drużynie był udział w wygranym 3:2 meczu z Trapani Calcio w ramach Pucharu Włoch 4 grudnia 2013 roku. 9 lutego 2014 roku został wypożyczony do Strømsgodset IF. W barwach tego klubu wystąpił w sześciu meczach Tippeligaen, debiutując 30 marca 2014 roku w wygranym 4:2 meczu z IK Start. Po zakończeniu sezonu powrócił do Interu Mediolan, a w lutym 2015 roku został zwolniony przez włoski klub na wolny transfer. W kwietniu podpisał kontrakt z FK Haugesund. W sierpniu przeszedł do RC Lens. W sezonie 2015/2016 rozegrał 25 spotkań w Ligue 2, zdobywając cztery gole. Po zakończeniu sezonu został relegowany do rezerw. Rundę wiosenną sezonu 2016/2017 spędził w Grasshopper Club Zürich. W Swiss Super League zadebiutował 18 marca 2017 roku w przegranym 0:1 meczu z FC Basel. Ogółem wystąpił w sześciu ligowych spotkaniach, a po zakończeniu sezonu został zwolniony. Następnie wrócił do Danii, wiążąc się we wrześniu trzyletnią umową z FC Helsingør. Był podstawowym zawodnikiem drużyny, która w sezonie 2017/2018 spadła do 1. division. W sezonie 2018/2019 kontynuował grę w FC Helsingør, po czym przeszedł do Aalborg BK. W tym klubie rozegrał 35 ligowych meczów, zdobywając w nich 7 bramek, wystąpił również w finale Pucharu Danii, w którym AaB uległo 0:2 SønderjyskE. W przerwie letniej 2020 roku został pozyskany przez Aarhus GF za kwotę miliona euro. W tym klubie wystąpił w 43 meczach Superligaen, w których strzelił 3 gole.
15 lutego 2022 roku za 200 tysięcy euro został pozyskany przez Śląsk Wrocław. Z polskim klubem związał się trzyipółletnią umową. W Ekstraklasie zadebiutował 27 lutego 2022 roku w zremisowanym 0:0 meczu z Zagłębiem Lubin. W sezonie 2022/2023 pełnił funkcję kapitana zespołu. W sezonie 2023/2024 zdobył wicemistrzostwo Polski. 4 września 2024 roku Śląsk ogłosił rozwiązanie za porozumieniem stron kontraktu z Olsenem oraz transfer zawodnika do Dinama Bukareszt. Łącznie dla wrocławskiego klubu Duńczyk rozegrał 68 ligowych spotkań, w których strzelił 3 gole. W barwach Dinama zadebiutował w lidze rumuńskiej 13 września 2024 roku w wygranym 1:0 spotkaniu z Unireą Slobozia. W tym zespole rozegrał jeden sezon, w którym w 28 ligowych spotkaniach zdobył jedną bramkę. Latem 2025 roku podpisał dwuletni kontrakt z AC Horsens.

## Statystyki ligowe
Stan na 28 lipca 2025
| Sezon         | Klub                    | Liga                   | Mecze | Gole |
| ------------- | ----------------------- | ---------------------- | ----- | ---- |
| 2011/2012     | Brøndby IF              | Superligaen            | 3     | 0    |
| 2012/2013     | Inter Mediolan          | Serie A                | 0     | 0    |
| 2013/2014 (j) | Inter Mediolan          | Serie A                | 0     | 0    |
| 2014          | Strømsgodset IF         | Tippeligaen            | 6     | 0    |
| 2015          | FK Haugesund            | Tippeligaen            | 11    | 0    |
| 2015/2016     | RC Lens                 | Ligue 2                | 25    | 4    |
| 2016/2017 (j) | RC Lens B               | Championnat National 2 | 2     | 0    |
| 2016/2017 (w) | Grasshopper Club Zürich | Swiss Super League     | 6     | 0    |
| 2017/2018     | FC Helsingør            | Superligaen            | 21    | 0    |
| 2018/2019     | FC Helsingør            | 1. division            | 31    | 3    |
| 2019/2020     | Aalborg BK              | Superligaen            | 35    | 7    |
| 2020/2021     | Aarhus GF               | Superligaen            | 30    | 3    |
| 2021/2022 (j) | Aarhus GF               | Superligaen            | 13    | 0    |
| 2021/2022 (w) | Śląsk Wrocław           | Ekstraklasa            | 12    | 0    |
| 2022/2023     | Śląsk Wrocław           | Ekstraklasa            | 27    | 3    |
| 2023/2024     | Śląsk Wrocław           | Ekstraklasa            | 29    | 0    |
| 2024/2025 (j) | Śląsk Wrocław           | Ekstraklasa            | 0     | 0    |
| 2024/2025     | Dinamo Bukareszt        | Liga I                 | 28    | 1    |
| 2025/2026     | AC Horsens              | 1. division            | 2     | 0    |